# Copalis Beach
Copalis Beach az Amerikai Egyesült Államok északnyugati részén, Washington állam Grays Harbor megyéjében elhelyezkedő statisztikai település. A 2010. évi népszámlálási adatok alapján 415 lakosa van.
A település neve a quinault nyelvű „k'ʷpíls” kifejezésből ered.

## Fordítás
- Ez a szócikk részben vagy egészben  a   Copalis Beach, Washington című angol Wikipédia-szócikk ezen változatának fordításán alapul.  Az eredeti cikk szerkesztőit annak laptörténete sorolja fel. Ez a jelzés csupán a megfogalmazás eredetét és a szerzői jogokat jelzi, nem szolgál a cikkben szereplő információk forrásmegjelöléseként.